# جوناس ويلر
جوناس ويلر هو محامي وسياسي أمريكي، ولد في 9 فبراير 1789 في كونكورد في الولايات المتحدة، وتوفي في 1 مايو 1826. نشط حزبياً في الحزب الجمهوري الديمقراطي. وقد انتخب عضو مجلس نواب مين ‏.